# Gunnar Ekelund (militär)
Axel Gunnar Ekelund, född den 25 maj 1909 i Jönköping, död den 9 februari 1995 i Strängnäs, var en svensk militär.
Ekelund avlade studentexamen i Malmö 1929 och officersexamen 1932. Han blev fänrik vid Södra skånska infanteriregementet sistnämnda år, underlöjtnant 1934 och löjtnant 1936. Efter att ha genomgått Krigshögskolan 1940–1942 blev Ekelund kapten vid regementet sistnämnda år. Han var stabschef i Malmö försvarsområde 1943, taktiklärare och kompanichef vid Infanteriets kadettskola 1946–1949 och detaljchef vid arméstabens pansaravdelning 1950–1952. Ekelund befordrades till major vid Södermanlands pansarregemente 1952 och vid Södermanlands infanteriregemente 1957, till överstelöjtnant där 1959. Han blev chef för Södermanlands inskrivningsområde 1958. Ekelund blev riddare av Svärdsorden 1952.